# Mimetus saetosus
Mimetus saetosus är en spindelart som beskrevs av Arthur M. Chickering 1956. Mimetus saetosus ingår i släktet Mimetus och familjen kaparspindlar.
Artens utbredningsområde är Panama. Inga underarter finns listade i Catalogue of Life.